# Falkenberg forever
Falkenberg forever är en svensk dramakomedi från 2020 som hade premiär på SVT1 och SVT Play den 30 mars 2020. Serien är regisserad av Johanna Runevad. Runevad har även skrivit manus och hon spelar själv huvudrollen i serien.
Serien, som enligt Runevad är en hyllning till småstaden, är inspelad i och omkring Falkenberg. Seriens första säsong består av 8 avsnitt om vardera 20 minuter.

## Handling
Serien handlar om Maria som är 28 år gammal. Hon bor i Falkenberg och bor fortfarande hemma hos sin mamma. Maria är lärarvikarie och arbetar på sin gamla gymnasieskola. Hennes vänner är samma som sedan gymnasietiden. Livet går sin gilla gång fram till dess att hennes gamla kärlek från gymnasietiden, Jonathan, kommer tillbaka till staden för en begravning.

## Rollista (i urval)
- Johanna Runevad - Maria
- Annika Andersson - Marias mamma
- Victor Iván - Jonathan
- Ines Milans - Veronica
- Ester Uddén - Jenny
- Anders Axelsson - Chrille
- Martin Høgsted - Rasmus
- Emma Knyckare - Johanna Larsson
- Jill Ung - Jonathans mamma
- Malin Molin - Elin
- Oskar Laring - Fredrik